# Щоденник чумного року
«Щоденник чумного року» (англ. A Journal of the Plague Year) — історичний роман англійського письменника Даніеля Дефо, опублікований в березні 1722 року.

## Опис
Твір являє собою романізований звіт про досвід людського виживання під час Великої Чуми. Дія відбувається в Лондоні 1665 року. Оповідання побудоване з приблизною хронологією, хоча і без поділу на глави або частини.
Роман, який позиціюється автором як написаний через кілька років після подій, що трапилися під час чуми, насправді був створений в роки, що примикають до першої публікації книги в березні 1722 року. У 1665 Дефо було всього п'ять років, а сама книга була опублікована під ініціалами «Г. Ф» (англ. H. F.). Можливо, роман був заснований на щоденниках дядька Дефо, Генрі Фо (англ. Henry Foe).
У своїй книзі Дефо докладає чимало зусиль до того, щоб досягти ефекту правдивості, описуючи конкретне людське оточення, вулиці, і навіть будівлі, в яких відбувалися ті чи інші події. До того ж все це супроводжується статистичними таблицями з числом загиблих і обговоренням достовірності різних повідомлень і анекдотів, нібито отриманих оповідачем.
Роман можна порівняти зі справжніми звітами з щоденників Семюеля Піпса, що були написані в період чуми. Виклад Дефо, хоча і романізований, набагато систематичніший і детальніший ніж виклад Піпса, зроблений від першої особи.
Крім того, роман можна порівняти з описом чуми в романі «Заручені» (італ. I Promessi Sposi) італійського письменника Алессандро Мандзоні. Попри деякі аналогії (наприклад, обидва романи були написані через багато років після закінчення епідемії), обидва письменники використовують різні стилістичні прийоми: робота Дефо сповнена деталей, але написана у безпристрасному стилі, в той час, як Мандзоні не тільки відтворив загальну атмосферу ураженого бубонною чумою Мілана, але також і проаналізував індивідуальну реакцію на чуму з притаманною йому поетичною чутливістю.

## Адаптації
- У 1943 році в радіопередачі «The Weird Circle» з'явилася адаптація роману під назвою «Mark Of the Plague»"[4], яка була стислою 30-хвилинною драмою.

## Алюзії на роман в пізній культурі
- Фільм «Монті Пайтон і Священний Грааль» запозичує кілька елементів з роману, включаючи фразу «Виносьте своїх мерців» і ідею про те, як ще живу людину байдуже кладуть на віз з мерцями, щоб звалити в загальну могилу.
- У фільмі Франсуа Трюффо — «451 градус за Фаренгейтом», що являє собою адаптацію роману Рея Бредбері — «451 градус за Фаренгейтом», під час сцени спалення книг в будинку Гая Монтега серед спалюваних книг можна побачити примірник «Щоденник чумного року».
- В повнометражному мультфільмі «А скоро осінь?[en]», що розповідає про літні пригоди Дар'ї та її друзів, «Щоденник чумного року» лежить на ліжку Дар'ї, коли Гелен несподівано підслуховує, як Дар'я втішає Квін. Коли їх виявили, Квін виправдовується тим, що прийшла в кімнату Дар'ї з метою позичити книгу. Вона несвідомо бере з ліжка «Щоденник чумного року» і потім здригається від огиди, зрозумівши що за книгу схопила.
- В «Путівнику по замку Амбер» Роджера Желязни «Щоденник чумного року» згадується як одна з улюблених книг героя першого тому Хронік Амбера — Корвіна.